# Neopetrobia vediensis
Neopetrobia vediensis är en spindeldjursart som först beskrevs av Bagdasarian 1959.  Neopetrobia vediensis ingår i släktet Neopetrobia och familjen Tetranychidae. Inga underarter finns listade i Catalogue of Life.